# لويس إي. ريد
لويس إي. ريد (بالإنجليزية: Lewis E. Reed)‏ هو سياسي أمريكي، ولد في 9 أكتوبر 1962.